# Ilvamaddalena 1903
L'Associazione Sportiva Dilettantistica Ilvamaddalena 1903, meglio nota come Ilvamaddalena, è una società calcistica italiana con sede a La Maddalena in provincia di Sassari. Milita in Serie D, la quarta divisione del campionato italiano di calcio.
Fondata nel 1903, l'Ilvamaddalena è insieme alla Torres il sodalizio di calcio più antico della Sardegna. Trattasi inoltre, in seguito alla vittoria del campionato di Eccellenza 2021-2022, della prima squadra sarda per titoli regionali vinti, a pari merito con Cagliari, Calangianus e Monteponi Iglesias.
Il miglior risultato conseguito dalla squadra è stata una partecipazione alla Serie C2.
I colori sociali sono il bianco e il celeste. Ha disputato per molti anni le partite casalinghe allo stadio Pietro Secci, per passare poi a giocarle presso lo stadio Salvatore Zichina, in località Delfino.

## Storia
Nata nel 1903 con la sezione di Ginnastica della società Ilva, nel 1912 partecipa al primo torneo regionale di rilievo con Torres e Amsicora Cagliari. Dopo un secondo torneo, questa volta in casa nel 1915, la società si ricostituirà nel 1919 al termine della prima guerra mondiale.
Dopo una seconda sosta forzata per la seconda guerra mondiale, nell'isola di La Maddalena il calcio è diventato talmente popolare che ben sei squadre diverse vanno a contendersi il campo comunale.
Nel 1961 raggiunge la finale del campionato per squadre dilettanti e viene sconfitto per 1-0 dal Borgomanero.
L'anno seguente trovandosi in un girone piuttosto ostico in serie D la squadra biancoceleste retrocede in Prima Categoria.
Negli anni '70 e '80 muterà più volte il nome e si ritroveranno denominazioni come Ilvarsenal e Ilvamarisardegna.
Nella stagione 1988-89, l'Ilva (denominata Ilvamarisardegna) raggiunge il suo massimo risultato arrivando in serie C2, dove militerà per una sola stagione.
Nel 1994 l'Ilva si fonderà con l'altra società dell'isola, la Polisportiva Maddalena, andando così a formare l'attuale Ilvamaddalena.

## Palmarès

### Competizioni interregionale
- Campionato Interregionale: 1

1987-1988 (girone N)

### Competizioni regionali
- Eccellenza: 3

1994-1995, 2021-2022, 2023-2024
- Promozione: 4

1986-1987 (girone B), 2000-2001 (girone B), 2015-2016 (girone B), 2019-2020 (girone B)
- Prima Categoria: 1

1960-1961

### Onorificenze
- 1973 Medaglia d'argento al merito sportivo
- 2024 Medaglia d'oro al merito sportivo

## Tifoseria

### Gemellaggi e rivalità
La tifoseria organizzata maddalenina presenta buoni rapporti con gli ultras del Calangianus, mentre nel 2023 si registra un avvicinamento a quelli della Casertana. La rivalità più sentita, considerata il derby per eccellenza dai Leoni Isolani, è quella con l'Arzachena. A seguire, da menzionare anche la rivalità con i tifosi del Sorso.